# Pali d'Aragona

Armi della Corona di Aragona.

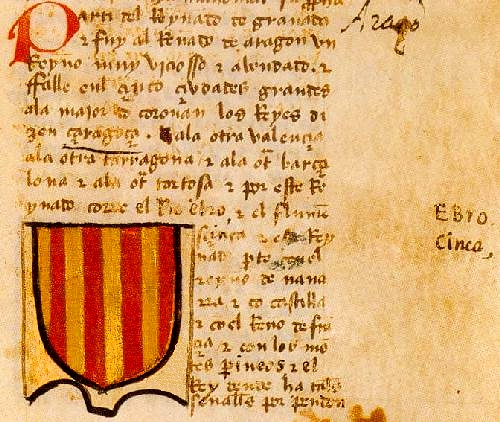
Insegna del re d'Aragona nel Libro del conocimiento.

I Pali d'Aragona (in aragonese, Barras d'Aragón; in catalano, Barres d'Aragó; in spagnolo, Barras de Aragón) sono l'antico simbolo araldico dei re della Corona d'Aragona. In catalano vengono chiamati els quatre pals ("i quattro pali").
Sono composti da quattro frange verticali rosse su fondo dorato o giallo. La descrizione araldica corretta è: d'oro, a quattro pali di rosso.
Sono presenti nello stemma di Spagna e di Andorra così come in quelli di Aragona, di Catalogna, della Comunità Valenciana, delle Isole Baleari, della Cheneralidat d'Aragón, della Generalitat de Catalunya, della città di Barcellona, della città di Valencia, della Generalitat Valenciana e degli stemmi delle città e popolazioni del territorio che appartenevano alla Corona d'Aragona.
È, con delle varianti, il motivo principale delle bandiere delle comunità autonome spagnole che formarono parte della Corona d'Aragona. Questa bandiera ha il nome di senyera nel territorio di lingua catalana.

## Stemmi che le includono

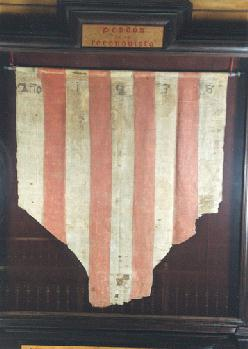
Pennone della Conquista di Giacomo I.

I territori spagnoli che la utilizzano sono:
- Aragona
- Baleari
- Catalogna
- Comunità Valenciana
- Molti comuni presenti nei territori precedentemente elencati.

In Italia è presente sullo stemma dei seguenti enti territoriali:
- La provincia di Catanzaro
- La provincia di Lecce (a sua volta deriva dallo stemma della Terra d'Otranto)
- La Città metropolitana di Reggio Calabria
- La città di Alghero
- La città di Castelsardo (SS)
- Il comune di Esterzili (SU)
- Il comune di Floridia (SR)
- Il comune di Limina (ME)
- Il comune di Milo (CT)
- Il comune di Montresta (OR)
- Il comune di Patti (ME)
- Il comune di Serra de' Conti (AN)
- Il comune di Tonara (NU)

I colori rosso e giallo sono inoltre presenti sui seguenti simboli e bandiere, anche se il loro rapporto con le barre è, in vari gradi, controverso:
- Bandiera siciliana
- Stemma di Cava de' Tirreni
- Stemma di Messina
- Stemma di Napoli
- Stemma di Palermo
- Stemma di Salerno

Altri territori che ne fanno uso sono:
- Andorra
- La Cerdagna
- La regione francese della Linguadoca-Rossiglione
- La regione francese della Provenza-Alpi-Costa Azzurra
- Il dipartimento francese di Lozère
- Il dipartimento francese dei Pirenei Orientali

È inoltre presente sullo stemma dell'ordine di Santa Maria della Mercede e del cardinale Juan Omella.

## Storia

### Prime testimonianze

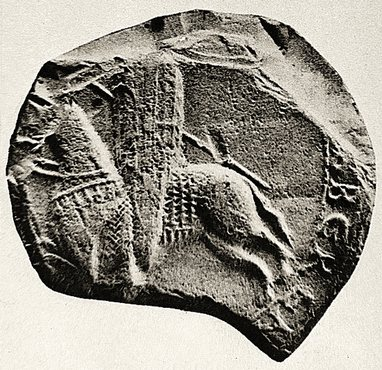
Raimondo Berengario IV, conte di Barcellona e principe d'Aragona. Dei 7 sigilli di Raimondo Berenguer, il più antico risale al 1150.

Non ne esiste nessun riferimento documentale chiaro prima del 1150, dove fa la sua apparizione come stemma prearaldico in un sigillo di Raimondo Berengario IV, anche se la chiarezza del sigillo e la sua obbligatoria monocromia ne rendono dubbiosa l'attribuzione, in quanto lo scudo in “palo” e bloccato rifletteva gli abituali rinforzi difensivi degli scudi della metà secolo XII.
Le prime testimonianze sicure sono i sigilli della cancelleria di Alfonso II. Si uso come prova della sua discendenza dalla casa contale barcellonese un sarcofago del 1082 di Raimondo Berengario II, dove appaiono 15 pali d'oro e di rosso, il che ha portato a ipotizzare da parte di alcuni araldisti (Armand de Fluvià) che questa sia l'origine delle quattro barre. Alcuni studiosi ritengono che le si tratta di una decorazione imposta al momento della traslazione, nel 1385, all'interno della Cattedrale di Gerona per iniziativa di Pietro IV di Aragona, in quanto la pittura in questione sarebbe di 300 anni posteriore e nella sua collocazione originale è impossibile che si conservasse durante tre secoli durante i quali sarebbe stata sottoposta alle intemperie, come sostiene Alberto Montaner Frutos. Altri storici aragonesi (Guillermo Fatas e Guillermo Redondo, Moya) scelgono di sostenere che questo emblema proviene dal legame del regno d'Aragona con la Santa Sede.

### Simbolo della Corona

Stemma d'Aragona e Sicilia.

In ogni caso, il lignaggio dei Sovrani d'Aragona è l'unico portatore dei quattro pali di rosso in campo dorato, posto che Alfonso II lo riceve dal legittimo successore che gli concede di averlo in quanto membro della Casa d'Aragona. Allo stesso modo lo ereditano i suoi figli in quanto dignità famigliare ed è sempre vincolato al titolo principale di re d'Aragona (secondo correnti minoritarie senza consenso dell'accademia aragonese, l'unione dinastica fu realizzata secondo la formula del diritto aragonese medievale conosciuto come "matrimonio en Casa"), lignaggio al quale accede tramite il matrimonio con l'erede della casa, Petronilla di Aragona, essendo estinta la possibilità di successioni per via maschile.
Nel señal de la Casa de Aragón sono un emblema la cui origine probabilmente risale al viaggio di Sancho Ramírez (1064-1094) a Roma nel 1068 per consolidare il giovane regno d'Aragona offrendosi in vassallaggio al Papa, vassallaggio documentato insieme all'ammontare del tributo annuo di 600 marchi d'oro. Da ciò si è dedotto che da questo viaggio tornarono come emblema del vincolo vassallatico le barre rosse e oro, ispirate ai colori propri della Santa Sede, documentati dalle cinture di lemnisco dei sigilli vaticani, e visibili tuttora nell'ombrello Vaticano. È da rammentare, che nella seconda metà del XII secolo, il señal de la Casa de Aragón era solo un distintivo famigliare, e non territoriale, in modo tale che non era possibile che i sudditi s'identificassero con esso, e che quindi era riconosciuto solo come attributo del proprio re o dell'autorità da lui emanata.

### Territorializzazione tardo medievale
La confusione sopra la sua origine contale è dovuta agli studi che la renaixença dedicò nel XIX secolo a questi simboli, utilizzando la storiografia del secolo XVI e appoggiandosi sul fatto che Pietro IV avesse nel secolo XIV rigorose conoscenze araldiche. Pietro IV pensò che erano le armi araldiche del suo lignaggio, in quanto dimenticò i termini con cui si regolava l'uso di queste armi presenti nel documento matrimoniale che legava Petronilla e Raimondo Berengario I.

Stemma attuale della Comunità Valenciana, con il cimiero del dragone

Pietro IV usò in abbondanza altri simboli cavallereschi, come la cosiddetta Croce di Íñigo Arista e la usò per la prima volta credendo che fosse il simbolo degli antichi re d'Aragona. Si sbagliava, perché fu al suo lignaggio, e non il contrario, quello al quale si cedette il señal dei quattro pali. Allo stesso modo fu introdotta la Croce di San Giorgio, fondando anche un Ordine cavalleresco valenciano caratterizzato da questo emblema.
Inoltre, fu lui che uso un cimiero con un dragone (probabilmente un emblema parlante: D'(A)ragona=dragone) e nominò San Giorgio patrono d'Aragona; di conseguenza lo diventò di tutti i regni (Valencia, Maiorca, Sicilia) e principato, la Catalogna, che componevano la Corona d'Aragona. Da questo drago in cimiero ebbe origine, per deformazione, il “pipistrello” della bandiera di Valencia.
La designazione reale in tutta la documentazione medievale è "El senyal real del rei d'Aragón" ("Il simbolo regale dei re d'Aragona"), senza che appaia in nessun documento la denominazione di "senyera" né quella della discendenza dei "Conti-Re", ambedue denominazioni proveniente dalla storiografia del XIX secolo. D'altra parte, il titolo di re d'Aragona è il principale di questa Casa e fu utilizzato da tutti i re d'Aragona prima menzionati, inclusi Martino l'umanista o Alfonso il magnanimo. Solo se si proclamava il titolo completo compariva quello di "Conte di Barcellona", che è l'unica denominazione possibile nel Medioevo.

### La leggenda di Goffredo il Villoso

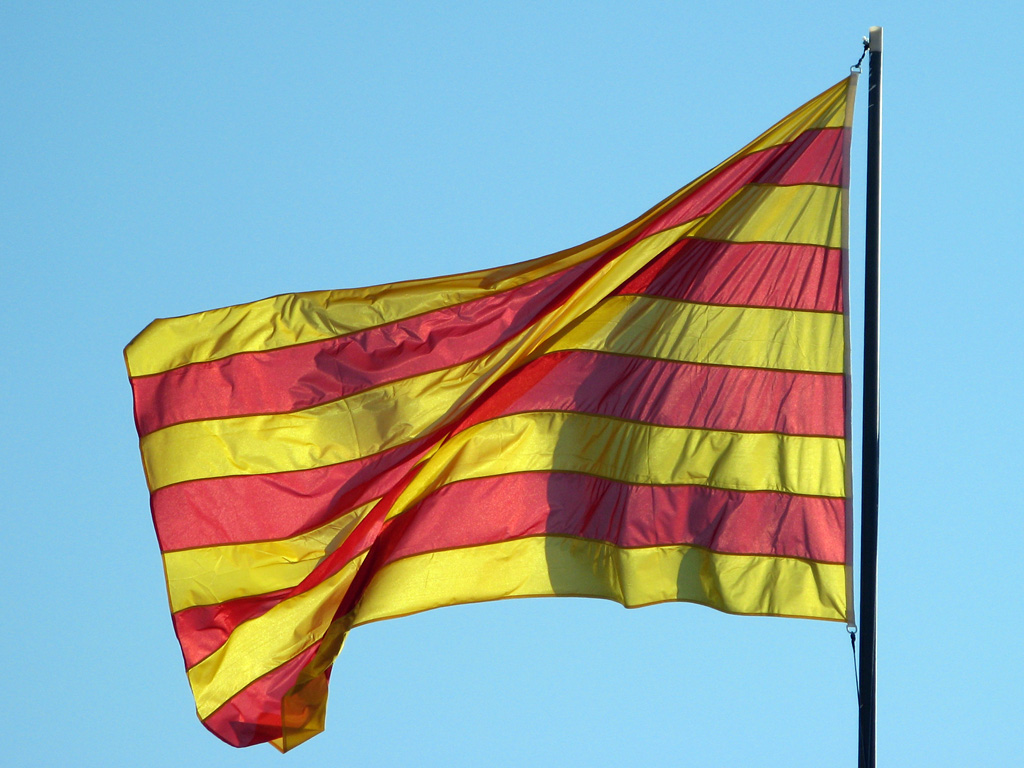
Bandiera con le barre nella Plaça Octavià de Sant Cugat del Vallès.

Una leggenda catalana del XV secolo attribuiscono l'origine delle barre al conte Goffredo il Villoso (Guifré el Pilós), nel secolo IX. Goffredo era figlio del Sunifredo di Urgel, e riunì sotto il suo governo le contee di Barcellona, Urgel, Cerdagna, Besalú e Gerona, prima di riconquistare Montserrat, fondare il monastero di Sant Joan de les Abadesses e rivitalizzare quello di Ripoll. Ripopolò tutto il centro della Catalogna è così consolidò la sua unità interna.
Con lui ebbe inizio la casa di Barcellona, la dinastia catalana che reggerà, per più di cinquecento anni, la vita della Catalogna. In una delle sue imprese, decise, con i suoi seguaci, una vittoria dei Franchi sui Normanni. Il premio che avrebbe ricevuto per questo fu uno scudo con la parte inferiore d'oro, dalle mani del re Carlo il Calvo. Spiega poi la leggenda che il re stesso avrebbe dipinto con le mani macchiate dal sangue proveniente dalle ferite del conte le quattro barre rosse. In realtà la leggenda non ha fondamento storico in quanto Carlo il Calvo morì 20 anni prima di Goffredo il Villoso. Fluvia propone come prova documentale una copia miniata della versione catalana della Cronaca di San Giovanni della Peña dove compare il conte Guifredo (non suo figlio, Goffredo il Villoso) rendendo vassallaggio all'imperatore Carlo Magno, e dove compaiono scudi inesatti. Quello di Carlo Magno, che non ne fece mai uso, è chiaramente leggendario: all'epoca non esistevano emblemi araldici ma solo simboli di potere, come potevano essere portare una spada o uno scettro. Quello di Guifredo si deve al fatto che la cronaca fu compilata durante il regno di Pietro IV nella seconda metà del XIV secolo.

Stemma di Giovanni II di Aragona, Re di Aragona e di Navarra, nel quale vi sono riuniti i simboli araldici di entrambi i regni.

## Spagna

Stemma della Spagna.

### Comunità spagnole

Stemma dell'attuale comunità autonoma d'Aragona.
Stemma delle Isole Baleari.
Stemma della Catalogna.
Stemma della Comunità Valenciana.

### Provincie spagnole

Stemma della Provincia di Barcellona
Stemma della Provincia di Tarragona
Stemma della Provincia di Gerona
Stemma della Provincia di Lleida
Stemma della Provincia di Saragozza
Stemma della Provincia di Huesca
Stemma della Provincia di Teruel
Stemma della Provincia di Valencia
Stemma della Provincia di Castellón
Stemma della Provincia di Alicante
Stemma della Provincia di Salamanca
Stemma della Provincia di Ciudad Real
Stemma della Provincia di Cadice
Stemma della Provincia di Almería

### Città spagnole

Stemma di Barcellona
Stemma di L'Hospitalet de Llobregat
Stemma di Sabadell
Stemma di Terrassa
Stemma di Santa Coloma de Gramenet
Stemma di Mataró
Stemma di Cornellà de Llobregat
Stemma di Sant Cugat del Vallès
Stemma di Manresa
Stemma di Molins de Rei
Stemma di Rubí
Stemma di Cerdanyola del Vallès
Stemma di Ripollet
Stemma di Castellar del Vallès
Stemma di Matadepera
Stemma di Granollers
Stemma di Les Franqueses del Vallès
Stemma di Lliçà d'Amunt
Stemma di Caldes de Montbui
Stemma di Palau-solità i Plegamans
Stemma di Mollet del Vallès
Stemma di La Llagosta
Stemma di Sant Fost de Campsentelles
Stemma di Argentona
Stemma di Girona
Stemma di Juià
Stemma di Salt
Stemma di Sant Gregori
Stemma di Figueres
Stemma di Lleida
Stemma di Almacelles
Stemma di Cervera
Stemma di Bell-lloc d'Urgell
Stemma di Tàrrega
Stemma di Tarragona
Stemma di Amposta
Stemma di Teruel
Stemma di Albarracín
Stemma di Alcañiz
Stemma di Villastar
Stemma di Tamarite de Litera
Stemma di Fraga
Stemma di Benabarre
Stemma di Sariñena
Stemma di Barbastro
Stemma di Alagón
Stemma di Alfajarín
Stemma di Cadrete
Stemma di Cuarte de Huerva
Stemma di Tauste
Stemma di Utebo
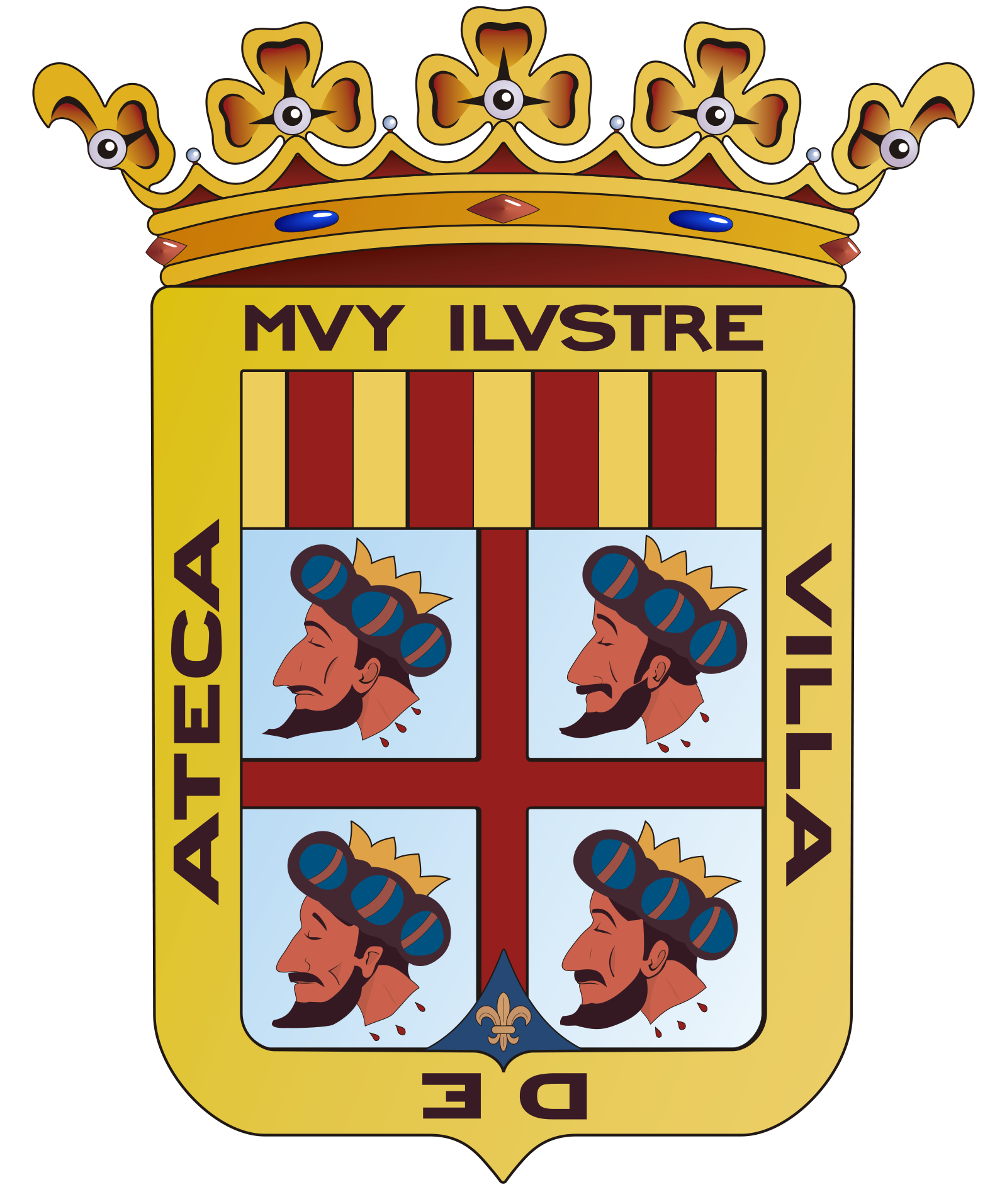
Stemma di Ateca
Stemma di Carenas
Stemma di Castejón de las Armas
Stemma di Tarazona
Stemma di Palma di Maiorca
Stemma di Banyalbufar
Stemma di Algaida
Stemma di Es Castell
Stemma di Escorca
Stemma di Valldemossa
Stemma di Sant Lluís
Stemma di Esporles.
Stemma di Mahón
Stemma di Alaior
Stemma di Santanyí
Stemma di Es Mercadal
Stemma di Ferreries
Stemma di Ciutadella de Menorca
Stemma di Llucmajor
Stemma di Santa Eugènia
Stemma di Santa Maria del Camí
Stemma di Lloret de Vistalegre
Stemma di Sineu
Stemma di Ariany
Stemma di Inca
Stemma di Sant Llorenç des Cardassar
Stemma di Santa Eulària des Riu
Stemma di Sant Josep de sa Talaia
Stemma di Sant Antoni de Portmany
Stemma di Formentera
Stemma di Alicante
Stemma di Busot
Stemma di El Campello
Stemma di Jijona
Stemma di Mutxamel
Stemma di Relleu
Stemma di San Vicente del Raspeig
Stemma di Sant Joan d'Alacant
Stemma di Tibi
Stemma di Agres
Stemma di Muro de Alcoy
Stemma di Orihuela
Stemma di Almoradí
Stemma di Algorfa
Stemma di Bigastro
Stemma di Beniarbeig
Stemma di Alfafara
Stemma di Banyeres de Mariola
Stemma di Altea
Stemma di Alcoy
Stemma di Castellón de la Plana
Stemma di Vila-real
Stemma di Onda
Stemma di Tales
Stemma di Les Alqueries
Stemma di Valencia
Stemma di Alzira
Stemma di Sagunto
Stemma di Ontinyent
Stemma di Alboraya
Stemma di Alfafar
Stemma di Albal
Stemma di Xàtiva
Stemma di Alcàntera de Xúquer
Stemma di Carcaixent
Stemma di Càrcer
Stemma di Enguera
Stemma di L'Enova
Stemma di Guadasequies
Stemma di Canals
Stemma di L'Olleria
Stemma di L'Alcúdia de Crespins
Stemma di Agullent
Stemma di Benissoda
Stemma di Bocairente
Stemma di Salamanca
Stemma di Almería
Stemma di Grazalema
Stemma di Benaocaz
Stemma di Villaluenga del Rosario
Stemma di El Bosque
Stemma di Santa Fe
Stemma di Nombela
Stemma di Villanueva de los Infantes
Stemma di Abanilla

## Francia

### Regioni francesi

Stemma della Provenza-Alpi-Costa Azzurra.
Stemma della Linguadoca-Rossiglione.

### Dipartimenti francesi

Stemma dei Pirenei Orientali.
Stemma del Lozère.

### Città francesi

Stemma di Aix en Provence.
Stemma di La Bouilladisse
Stemma di Plan-de-Cuques
Stemma di Ensuès-la-Redonne
Stemma di Saint-Rémy-de-Provence
Stemma di Serres
Stemma di Perpignano.
Stemma di Alénya
Stemma di Amélie-les-Bains-Palalda
Stemma di Banyuls-sur-Mer
Stemma di Barcarès
Stemma di Bourg-Madame
Stemma di Catllar
Stemma di Cerbère
Stemma di Céret
Stemma di Corneilla-la-Rivière
Stemma di Enveitg
Stemma di Estavar
Stemma di Font-Romeu-Odeillo-Via
Stemma di Formiguères
Stemma di Lamanère
Stemma di Latour-de-Carol
Stemma di Llauro
Stemma di Los Masos
Stemma di Montner
Stemma di Mosset
Stemma di Oreilla
Stemma di Osséja
Stemma di Palau-de-Cerdagne
Stemma di Le Perthus
Stemma di Ponteilla
Stemma di Prades
Stemma di Prats-de-Mollo-la-Preste
Stemma di Py
Stemma di Saint-André
Stemma di Saint-Hippolyte
Stemma di Saint-Jean-Lasseille
Stemma di Saint-Nazaire
Stemma di Sainte-Léocadie
Stemma di Taillet
Stemma di Taurinya
Stemma di Théza
Stemma di Vernet-les-Bains
Stemma di Villefranche-de-Conflent
Stemma di Villeneuve-de-la-Raho
Stemma di Vingrau
Stemma di Arnaud-Guilhem
Stemma di Sauteyrargues
Stemma di Madière
Stemma di Millau
Stemma di Langogne
Stemma di Sainte-Pazanne
Stemma di Châtillon-en-Diois
Stemma di Saint-Méard-de-Gurçon
Stemma di Nancy

## Italia

### Regioni italiane

Antica bandiera della Sardegna
Stemma della Regione Siciliana, anch'esso usa i colori giallo e rosso.

### Provincie italiane

Stemma della provincia di Lecce
Stemma della provincia di Catanzaro
Stemma della Città metropolitana di Reggio Calabria

### Città italiane

Stemma di Napoli
Stemma di Cava de' Tirreni (SA)
Stemma di Salerno
Stemma di Lampedusa e Linosa (AG)
Stemma di Milo (CT)
Stemma di Limina (ME)
Stemma di Floridia (SR)
Stemma di Alghero (SS)

## Altri stemmi

Stemma di Andorra.
Stemma di Sant Julià de Lòria
Stemma di Porto Rico
Stemma dell'ordine di Santa Maria della Mercede
Stemma del cardinale Francesco Ragonesi
Stemma del cardinale Juan Omella
Stemma del cardinale Bernard Panafieu
Stemma della Cerdagna
Stemma dell'isola di Maiorca.
Stemma di Canela in Cile
Stemma di Herselt in Belgio
Stemma di Westerlo in Belgio
Stemma di Hulshout in Belgio
Stemma di Córdoba in Messico